# Fédération française de polo
 (juillet 2017).
La Fédération française de polo (ou FFP) est une association de clubs créée en 2005 ayant pour vocation de gérer et de développer le polo en France.

## La première Fédération française de polo
Une première Fédération française de polo a existé en France entre 1921 et 1976, active principalement à l'âge d'or du polo durant l'entre-deux-guerres.
Son activité était multiple : organisation de tournois, diffusion de règles et documentation, élevage ou achats de chevaux.
Elle fut présidée entre 1921 et 1936 au moins par Louis Decazes, et par le baron Jacques de Nervo au moins entre 1953-1969,,. À partir de 1976, elle devient l'Union des polos de France.

## Fondation de la fédération actuelle
La fédération française de polo a pris la suite de l'Union des polos de France (UPF) en 2005,. L'UPF était affiliée depuis 1976 à la Fédération française d'équitation. 

## Organisation
La FFP est présidée en 2017, depuis 2006, par Jean-Luc A. Chartier, qui dirigeait depuis 1990 l'UPF.
Elle est organisée en comité, en bureau fédéral, en commissions et en comités régionaux.
Agréée par le gouvernement, elle a reçu en 2012 la délégation ministérielle pour le polo et plusieurs sports associés : le polo indoor, le paddock polo et le polo poney.
En 2000, le nombre de licenciés était de 333 et 954 en 2010.

## Promotion du polo
L'un des objectifs était de rendre le polo plus accessible malgré de faibles moyens et la promesse faite au ministère des Sports de ne pas demander de subvention. La volonté de médiatiser le polo est répétée régulièrement.
Le système du handicap a été ouvert aux femmes en 2012, signe de l'officialisation du polo féminin.
La FFP a participé à la création en 2013 du French Polo Magazine, se voulant le « premier magazine consacré entièrement au polo ».
Plusieurs diplômes ont été mis en place pour développer l'emploi autour du polo : cavalier-soigneur, entraîneur et arbitre.

## Membres fondateurs
- Aix Pertuis Polo Club
- Brennus Polo Club
- Calvados Polo Club
- Capitole Polo
- Cercle Polo Côte d'Opale
- Congor Polo Club
- Derby Polo Club
- La Madrina Polo Club
- Morsang Polo Club
- Polo 31
- Polo Club de Plaisance
- Polo Club de la Plaine de l'Ain
- Polo Club de Toulouse
- Polo Club de Touraine
- Polo Club des Alpilles
- Polo Club du Bouloy
- Polo Club du Domaine de Chantilly
- Polo de Deauville
- Polo de Paris
- Polo de Saint-Tropez